# Pseudapis squamata
Pseudapis squamata är en biart som först beskrevs av Morawitz 1895.  Pseudapis squamata ingår i släktet Pseudapis och familjen vägbin. Inga underarter finns listade i Catalogue of Life.